# Ariane 1
El Ariane 1 fue el primer cohete lanzado exitosamente al espacio por la Agencia Espacial Europea —ESA, inicialmente creada como ESRO, European Space Research Organisation— en el puerto espacial europeo ubicado en la localidad de Kourou en la Guayana Francesa, en vísperas de Navidad de 1979.
Inicialmente, el proyecto Ariane tuvo un costo de aproximadamente 1,7 millones de Euros. El cohete Ariane 1 fue utilizado básicamente para poner en órbita satélites artificiales de comunicación, debido a que reducía el costo de los lanzamientos individuales. A medida que estos satélites fueron construidos cada vez de mayor tamaño, gracias a los avances tecnológicos, se requirieron cohetes más poderosos y grandes, dando origen al Ariane 2, Ariane 3 y Ariane 4. Ninguno de estos cohetes representaba cambios significativos en el diseño ni tecnología, hasta que se desarrolló el Ariane 5.
El primer lanzamiento, Ariane L01, se efectuó el 15 de diciembre de 1979 pero tuvo problemas técnicos que no permitieron una ignición exitosa. Después de 8 días, tras el decepcionante incidente, se logró hacer funcionar los motores y se planificó el lanzamiento para las 14:14 horas del 24 de diciembre de 1979. 
Su último despegue se efectuó el 22 de febrero de 1986, en el cual puso en órbita al satélite SPOT. Tras 11 lanzamientos exitosos, el Ariane 1 fue retirado del servicio por motivos tecnológicos y se comienza a utilizar el recién construido Ariane 2, de mayor potencia y capacidad de transporte.

## Historial de lanzamientos
| Vuelo | Fecha                    | Plataforma | Carga                                    | Resultado | Comentarios |
| ----- | ------------------------ | ---------- | ---------------------------------------- | --------- | --- |
| L-01  | 24 de diciembre de 1979  | ELA-1      | CAT-1                                    | Éxito     | Primer vuelo |
| L-02  | 23 de mayo de 1980       | ELA-1      | Firewheel Subsat-1,2,3,4 Amsat P3A CAT 2 | Fallo     | Inestabilidad de la combustión en uno de los motores de la primera etapa Viking                                                                |
| L-03  | 19 de junio de 1981      | ELA-1      | Meteosat 2 Apple CAT 3                   | Éxito     | |
| L-04  | 20 de diciembre de 1981  | ELA-1      | MARECS 1 CAT 4                           | Éxito     | |
| L-5   | 10 de septiembre de 1982 | ELA-1      | MARECS B Sirio 2                         | Fallo     | Primer lanzamiento comercial El cohete dejó de funcionar después de 7 minutos de vuelo debido a un fallo en una turbobomba en la tercera etapa |
| L-6   | 16 de junio de 1983      | ELA-1      | ECS 1 Amsat P3B (Oscar 10)               | Éxito     | |
| L-7   | 19 de octubre de 1983    | ELA-1      | Intelsat 507                             | Éxito     | |
| L-8   | 5 de febrero de 1984     | ELA-1      | Intelsat 508                             | Éxito     | |
| V-9   | 23 de mayo de 1984       | ELA-1      | Spacenet 1                               | Éxito     | |
| V-14  | 2 de julio de 1985       | ELA-1      | Giotto                                   | Éxito     | |
| V-16  | 22 de febrero de 1986    | ELA-1      | SPOT 1 Viking                            | Éxito     | Último vuelo del Ariane 1 |